# Nova Candelária
Nova Candelária är en kommun i Brasilien.   Den ligger i delstaten Rio Grande do Sul, i den södra delen av landet, 1 500 km sydväst om huvudstaden Brasília. Antalet invånare är 2 751. Arean är 98 kvadratkilometer.
Terrängen i Nova Candelária är huvudsakligen platt, men norrut är den kuperad.
Omgivningarna runt Nova Candelária är en mosaik av jordbruksmark och naturlig växtlighet. Runt Nova Candelária är det ganska glesbefolkat, med 45 invånare per kvadratkilometer.